# Pegagan Julu I
Pegagan Julu I is een bestuurslaag in het regentschap Dairi van de provincie Noord-Sumatra, Indonesië. Pegagan Julu I telt 5554 inwoners (volkstelling 2010).